# Ninh Bình Stadium
Das Ninh Bình Stadium (vietnamesisch Sân vận động Ninh Bình) ist ein in der vietnamesischen Stadt Hoa Lư, Provinz Ninh Bình, befindliches Mehrzweckstadion. Es wurde bis 2015 als Heimspielstätte des Erstligisten Vissai Ninh Bình FC genutzt. Aktuell trägt der Erstligist Công An Nhân Dân FC sowie der Ninh Binh Doveco FC seine Heimspiele in dem Stadion aus. Das Stadion hat ein Fassungsvermögen von 22.000 Personen.
2009 fand in dem Stadion das Spiel um den vietnamesischen Supercup statt. Hier standen sich der FC Thanh Hóa und SHB Đà Nẵng gegenüber. 